# پنساکولا (اکلاهما)
پنساکولا(به انگلیسی: Pensacola) شهری در ایالت اکلاهما کشور ایالات متحده آمریکا است که جمعیت آن در سرشماری سال ۲۰۱۰ میلادی، ۱۲۵ نفر بوده‌است.